# Alomiella
Alomiella R. M. King & H. Rob. é um género botânico pertencente à família Asteraceae.

## Espécies
Apresenta duas espécies:
- Alomiella hatschbachii
- Alomiella regnellii